# 唐恢熾
唐恢熾（1924年11月11日－2022年12月4日），前中華民國空軍34中隊（黑蝙蝠中隊）空勤電子偵察官，中華民國第十九屆國軍戰鬥英雄。

## 生平
1924年11月11日出生於中國四川省、對日抗戰期間，響應政府「十萬青年十萬軍」號召，投筆從戎報考空軍通信學校正科班第四期，隨即進入中美空軍混合團一大隊，上B25轟炸機作戰兼實習。
1945年4月畢業，進入空軍運輸機部隊服務，參戰經歷對日抗戰、第二次國共內戰、韓戰及支援美國參與越戰等大小戰役。
1966年至1969年，編入空軍黑蝙蝠中隊特種作戰組擔任空勤電子偵察官，實施獵狐計畫，多次深入中國大陸，在敵方解放軍攔截機追擊及地面高砲射擊攻擊下，執行低空滲透偵照及空降空運特種作戰等任務。
1968年榮獲中華民國第十九屆國軍戰鬥英雄殊榮。
1974年以中校軍階屆齡退伍，在空軍服役三十餘年期間均擔任空勤人員。
空勤時數超過一萬小時，著有戰功勳績卓著，獲頒勳章七座、空軍獎章十座。
2022年12月4日病逝，享壽九十八。12月27日安厝於台北新店碧潭的空軍烈士公墓。

## 榮譽

### 中華民國勳章獎章
- 抗戰勝利勳章
- 中華民國第十九屆國軍戰鬥英雄紀念章